# I Could Have Been a Sailor
I Could Have Been a Sailor é álbum do cantor Peter Allen, lançado em 1979. É notável por conter versões de Allen das canções "Don't Cry Out Loud" e "I'd Rather Leave While I'm In Love", que foram grandes sucessos, regravadas por outros.
O álbum foi o primeiro de Allen à entrar nas paradas dos EUA. Alcançou o No. 171 na Billboard 200. O álbum tem sido objeto de reedição limitada em CD. Foi relançado em CD em 2001 no Japão, pela Universal/A&M. Não foi relançado em CD na América do Norte ou em outro lugar.

## Faixas
1. I Could Have Been a Sailor Allen
2. Don't Wish Too Hard Allen
3. Two Boys Allen
4. Angels With Dirty Faces Allen, Anderson
5. Don't Cry Out Loud Allen, Sager
6. If You Were Wondering Allen
7. Don't Leave Me Now Allen
8. I'd Rather Leave While I'm in Love Allen, Sager
9. We've Come to an Understanding Allen
10. Paris at 21 Allen